# Benjamin Hofstetter

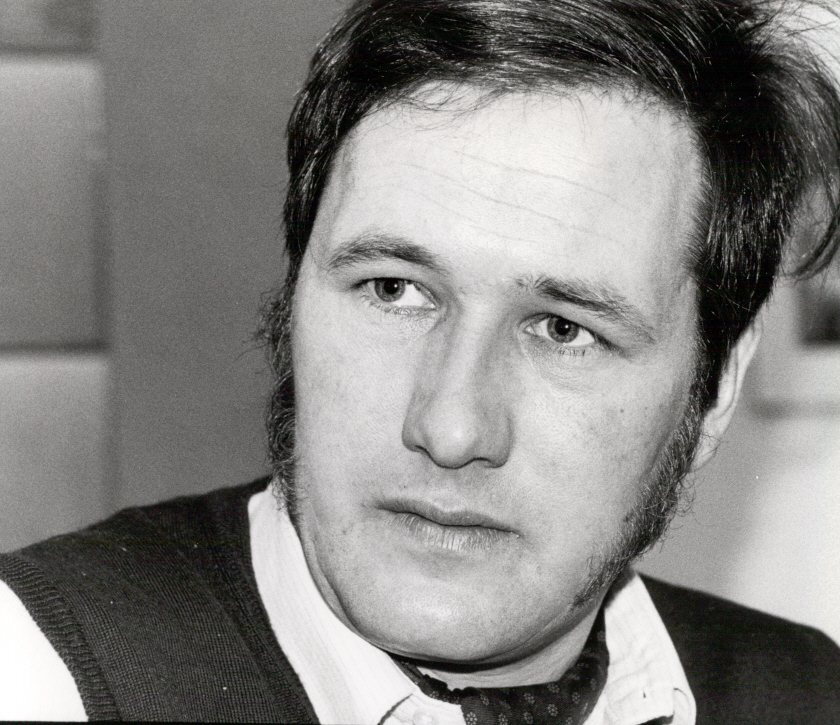
Benjamin Hofstetter (1986)

Benjamin Hofstetter (* 6. Januar 1952; heimatberechtigt in Langnau im Emmental) ist ein Schweizer Tierarzt und ehemaliger Politiker (Freie Liste).

## Leben
Benjamin Hofstetter promovierte 1980 an der Universität Bern in Tiermedizin. Von 1983 bis 1985 präsidierte er die IG Velo Bern. Als Einwohner von Reconvilier wurde er 1986 auf den für den Berner Jura reservierten Sitz des Regierungsrats des Kantons Bern gewählt. Er setzte sich dabei gegen Geneviève Aubry (FDP) durch. Benjamin Hofstetter und Leni Robert waren die ersten grünen Regierungsräte der Schweiz. Hofstetter leitete die Polizeidirektion. 1990 wurde er nicht wiedergewählt, sein Nachfolger wurde der freisinnige Mario Annoni. Danach arbeitete er im Bereich Tierschutz des Veterinärdienstes des Kantons Bern.
Da Hofstetter 1986 zwar im ganzen Kanton, nicht aber im Berner Jura die Mehrheit der Stimmen erreicht hatte, wurde anschliessend ein neues Zählverfahren bestimmt, das die Stimmen der bernjurassischen Bevölkerung stärker gewichtet: das geometrische Mittel aus den Stimmen im ganzen Kanton und den Stimmen im Berner Jura.